# Liste der Botschafter der Vereinigten Staaten in Sierra Leone

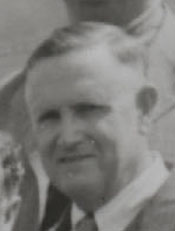
A. S. J. Carnahan, ehemaliger US-Botschafter in Sierra Leone

Die Liste der Botschafter der Vereinigten Staaten in Sierra Leone bietet einen Überblick über die Leiter der US-amerikanischen diplomatischen Vertretung in Sierra Leone seit der Aufnahme diplomatischer Beziehungen bis heute.
- Herbert Reiner (1961) - Chargé d’Affaires ad interim
- A. S. J. Carnahan (1961–1963)
- Andrew Vincent Corry (1964–1967)
- Robert Graham Miner  (1967–1971)
- Clinton Louis Olson (1972–1974)
- Michael Anthony Samuels (1974–1977)
- John Andrew Linehan (1977–1980)
- Theresa Ann Healy (1980–1983)
- Arthur Winston Lewis (1983–1986)
- Cynthia Shepard Perry (1986–1989)
- Johnny Young (1989–1992)
- Lauralee M. Peters (1992–1995)
- John Lewis Hirsch  (1995–1998)
- Joseph Melrose (1998–2001)
- Peter R. Chaveas (2001–2004)
- Thomas Neil Hull (2004–2007)
- June Carter Perry  (2007–2010)
- Michael S. Owen (2010–2013)
- John Hoover (2013–2016)
- Maria Brewer (2017–2021)
- David Dale Reimer (seit 2021)